# WikiHow
WikiHow és un projecte col·laboratiu en tecnologia wiki. Posseeix una base de dades amb manuals (How-to 's). El lloc autoritza la reproducció dels seus continguts sota una llicència Creative Commons, by-nc-sa, és a dir Reconeixement - No Comercial - Mantenir amb la mateixa llicència; fa servir més una versió bastant modificada de MediaWiki 1.6. A part de la versió original en anglès, hi ha versions de el projecte en  alemany, espanyol, francès, polonès i turc.

## Història
Al gener de l'any 2005, els propietaris de eHow, Jack Herrick i Josh Hannah, van iniciar wikiHow, un projecte col·laboratiu amb el propòsit de construir la col·lecció de manuals d'ajuda més àmplia del món. Encara que eHow ja contenia instruccions de com fer milers de coses, wikiHow permet que una comunitat de voluntaris construeixin alguna cosa encara més ampli. eHow es va vendre el 28 d'abril de 2006, i wikiHow es va llançar com un lloc independent amb el seu propi domini.
El gener de l'any 2014, la quantitat d'usuaris registrats superava per poc els 781,900.